# Казаров, Олег Владимирович
Олег Владимирович Казаров (5 мая 1937, Аджикабул — 9 января 2019, Ульяновск) — советский хозяйственный, государственный и политический деятель.

## Биография
Родился в 1937 году в городе Аджикабул. Член КПСС.
С 1956 года — на хозяйственной, общественной и политической работе. В 1956—2003 гг. — помощник машиниста паровоза и тепловоза, машинист, инженер, мастер цеха на станции Балашов Саратовской области, первый секретарь Балашовского горкома ВЛКСМ, заведующий организационным отделом, второй секретарь Ульяновского обкома ВЛКСМ, секретарь, второй секретарь Ульяновского горкома КПСС, в Академии общественных наук при ЦК КПСС, заведующий отделом административных органов, организационно-партийной работы Ульяновского обкома КПСС, ректор Ульяновского политехнического института, второй секретарь Ульяновского обкома КПСС, председатель исполкома Ульяновского областного Совета народных депутатов, председатель правления Ульяновского банка Сберегательного банка РФ, депутат Государственной Думы РФ второго созыва, первый заместитель мэра Ульяновска, руководитель группы советников губернатора Ульяновской области, руководитель Центра стратегического развития при администрации области Ульяновской области.
Избирался народным депутатом России.
Депутатом Государственной Думы РФ II созыва был избран в декабре 1995 года по Ульяновскому одномандатному избирательному округу № 181 (Ульяновская область). На выборах в Госдуму III созыва в декабре 1999 года по тому же Ульяновскому одномандатному избирательному округу № 181 занял 2 место.
Скончался 9 января 2019 года в Ульяновске.